# Congrés Internacional d'Americanistes
El Congrés Internacional d'Americanisteas es va dur a terme per primera vegada en Nancy, França, del 18 de juny al 18 de juliol de 1875, mitjançant la iniciativa de la Société Américaine de France que va emetre la seva convocatòria el 25 d'agost de 1874. Des de llavors, s'han celebrat més de cinquanta reunions durant més de 125 anys.

## Objectiu
L'objectiu del Congrés Internacional d'Americanistes és l'estudi històric i científic d'Amèrica des d'una perspectiva multidiciplinària. Les àrees temàtiques poden arribar a variar, però generalment se centra en els temes de:
- Arqueologia
- Antropologia: social, cultural, etnologia, física i bioantropologia
- Lingüística i literatura
- Historia i Art: etnohistòria, història de la ciència, història de l'art i iconografia
- Moviments ètnico-socials i Drets humans
- Estudis econòmics, socials i polític-jurídics
- Pensament, filosofia i educació
- Globalització, patrimoni i polítiques públiques
- Ciències, tecnologia i medi ambient

## Primers congressos
Durant el desenvolupament del I Congrés, la tendència ideològica era limitar l'americanisme a l'època precolombina. Era notòria la intenció de relativitzar la importància del descobriment i la colonització espanyola. Van ser presentades tesi com la de Paul Gaffarel Les Phéniciens en Amérique que establia la teoria de la visita dels fenicis a Amèrica; la Note sur la découverte de l'Amérique antécolombienne de Benedict Groendals, que reivindicava el descobriment d'Amèrica als islandesos i no a danesos, noruecs o normands; les Relations qu'ont pu avoir ensemble, au commencement de notre ère, les Boudhistes d'Asie et les habitants de l'Amérique de Foucaux encoratjada per E. Petiot que defensava la presència de budistes a Mèxic al segle V adduint comparacions de filologia en l'otomí i el xinès; o Le Roc de Dighton de Gabriel Gravier que recolzava l'establiment d'escandinaus a Massachusetts en el segle xi.
El 'II Congrés es va celebrar a Luxemburg en 1877. En aquesta ocasió, Hyde Clarke va presentar Les origines des langues, de la mytohologie et de la civilisation de l'Amérique, dans l'Ancien Monde, tesi en la qual es proposava que pobles pigmeus havien entrant per l'estret de Bering, tribus africanes per l'oceà Atlàntic i colons sumeris per la via de Australàsia i Polinèsia. Es van defensar vestigis del cristianisme anteriors a l'any 1000 dC, destacant Emile Schmitz amb Pay-Tuma, tesi en la qual proposava que Tomàs l'Apòstol havia predicat l'evangeli a l'actual territori del Paraguai.
La polèmica de l'evangelització cristiana a l'Amèrica precolombina va continuar durant el III Congrés, el qual es va celebrar a Brussel·les en 1879, algunes de les tesis van ser L'Homme blanc et la Croix en Amérique d'E.Peterken, Vestiges du Christianisme et de l'homme blanc en Amérique avant sa découverte par Christophe Colomb d'Émile Schmitz, i Del hombre blanco y signo de la Cruz precolombinos en el Perú de Marcos Jiménez de la Espada. Es fa patent per alguns autors la intenció de restar valor a la tasca realitzada per Espanya a Amèrica i a alimentar la llegenda negra espanyola. A més, fou precisament durant la celebració dels primers congressos quan es duu a terme el conflicte filosòfic entre el darwinisme i el positivisme.
El IV Congrés va ser celebrat en Madrid, en aquesta ocasió, els espanyols José Luis Albareda y Sezde i Cesáreo Fernández Duro van ser president i secretari general respectivament. Va ser aquest últim qui va presentar el treball Expediciones precolombinas de los vizcaínos Terranova y a los países del litoral inmediatos, que proposava als bascs com a precursors de la colonització d'Amèrica. D'altra banda, Gervasio Fournier va defensar que havien estat els egipcis els primers colonitzadors, doncs aquests, a més, havien conegut l'Atlàntida. La idea de l'Atlántida seria defensada fins a 1922 en A antiguidade Americana per Carlos Xavier Paes Barreto, tesi que negava que Colón havia descobert Amèrica.
Després d'una renyida decisió en 1892 -any del IV centenari del Descobriment d'Amèrica-, el IX Congrés es va dur a terme a Espanya, al Monestir de la Rábida de Huelva. En aquesta ocasió el president va ser l'acadèmic Antonio María Fabié i Justo Zaragoza el secretari general.

## Congressos a Amèrica
Fins a l'XI Congrés no es va decirdir organitzar l'esdeveniment a Amèrica, i fou Ciutat de Mèxic el lloc de la reunió en 1895. El president fou l'historiador Joaquín Baranda, vicepresident l'enginyer Leandro Fernández i el secretari general Trinidad Sánchez Santos.
Després d'un parèntesi de cinc anys, en 1900, el XII Congrés es va celebrar a París, en aquesta ocasió es van establir com a idiomes oficials de l'esdeveniment, el castellà, el francès i l'anglès. D'altra banda, es van establir nous estatuts, el primer article va definir l'objectiu del congrés:
| « | Art. 1. El Congrés Internacional d'Americanistes té per objecte l'estudi històric i científic de les dues Amériques i de llurs habitants. | » |

Posteriorment, el XIII Congrés va ser celebrat a Nova York i el XV en Quebec, establint així, una alternança entre Amèrica i Europa per a la celebració de les reunions. En 1908 el portuguès va ser acceptat com a llengua oficial dels esdeveniments, i seria fins a 1964, quan es van integrar l'alemany i l'italià, així com l'idioma local de la seu en torn.

## Reserves indígenes
En 1932 el XXV Congrés es va dur a terme a La Plata, en aquesta ocasió la proposta de Martín Doello Jurado va ser considerada per crear reserves indígenes la finalitat de les quals era conservar les races autòctones sud-americanes i així poder estudiar els seus costums i llengües. D'aquesta manera, els antropòlegs podrien realitzar els seus estudis de manera pausada en un territori plenament fitat a manera de zoològics humans.
En 1947, després de la derrota del nazisme i el desmantellament dels seus camps de concentració, el XXVIII Congrés es va celebrar a París, va ser president Paul Rivet i secretari general André Leroi-Gourhan, fou també la primera ocasió en què va participar l'antropòleg Claude Lévi-Strauss.
La idea de les reserves indígenes va ser insostenible, ja que els científics alemanys havien efectuat estudis dels presoners en els camps de concentració de Dachau, Buchenwald, Auschwitz, Ravensbrück i Mauthausen. D'altra banda, en 1948, l'Assemblea General de les Nacions Unides va promulgar la Declaració Universal dels Drets Humans.

## Lemes
Amb el transcurs dels anys, la idea de l'americanisme ha canviat i ha estat influïda pels esdeveniments polítics mundials. S'ha adoptat un lema per a la celebració de cada reunió: 
- "Reflexionar sobre el passat i el present de les Amèriques, per planificar el seu futur", lema del 49 Congrés, celebrat a Quito en 1997.
- "Missatges universals de les Amèriques per al segle XXI", lema del 50 Congrés, celebrat a Varsòvia en 2000.
- "Repensant les Amèriques en els llindars del segle XXI", lema del 51 Congrés, celebrat a Santiago de Xile en 2003.
- "Pobles i cultures de les Amèriques: diàlegs entre globalitat i localitat", lema del 52 Congrés, celebrat a Sevilla, Espanya, en 2006.
- "Els pobles americans: canvis i continuïtats: la construcció del propi en un món globalitzat", lema del 53 Congrés, celebrat en la Ciutat de Mèxic en 2009.
- "Construint diàlegs en les Amèriques", lema del 54 Congrés, celebrat a Viena, Àustria en 2012.

## Reuniones del Congreso Internacional de Americanistas
| Congrés | Lloc                                             | Any  | Congrés | Lloc                       | Any  |
| ------- | ------------------------------------------------ | ---- | ------- | -------------------------- | ---- |
| I       | Nancy, França                                    | 1875 | XXXI    | São Paulo, Brasil          | 1954 |
| II      | Luxemburg                                        | 1877 | XXXII   | Copenhague, Dinamarca      | 1956 |
| III     | Brussel·les, Bèlgica                             | 1879 | XXXIII  | San José, Costa Rica       | 1958 |
| IV      | Madrid, Espanya                                  | 1881 | XXXIV   | Viena, Àustria             | 1960 |
| V       | Copenhague, Dinamarca                            | 1883 | XXXV    | Ciutat de Mèxic, Mèxic     | 1962 |
| VI      | Torí, Itàlia                                     | 1886 | XXXVI   | Barcelona-Sevilla, Espanya | 1964 |
| VII     | Berlín, Alemanya                                 | 1888 | XXXVII  | Mar del Plata, Argentina   | 1966 |
| VIII    | París, França                                    | 1890 | XXXVIII | Stuttgart-Múnic, Alemanya  | 1968 |
| IX      | Huelva, Espanya                                  | 1892 | XXXIX   | Lima, Perú                 | 1970 |
| X       | Estocolm, Suècia                                 | 1894 | XL      | Roma-Gènova, Itàlia        | 1972 |
| XI      | Ciutat de Mèxic, Mèxic                           | 1895 | XLI     | Ciutat de Mèxic, Mèxic     | 1974 |
| XII     | París, França                                    | 1900 | XLII    | París, França              | 1976 |
| XIII    | Nova York, Estats Units                          | 1902 | XLIII   | Vancouver, Canadà          | 1979 |
| XIV     | Stuttgart, Alemanya                              | 1904 | XLIV    | Manchester, Regne Unit     | 1982 |
| XV      | Quebec, Canadà                                   | 1906 | XLV     | Bogotá, Colòmbia           | 1985 |
| XVI     | Viena, Àustria                                   | 1908 | XLVI    | Amsterdam, Països Baixos   | 1988 |
| XVII    | Buenos Aires, Argentina · Ciutat de Mèxic, Mèxic | 1910 | XLVII   | Nova Orleans, Estats Units | 1991 |
| XVIII   | Londres, Regne Unit                              | 1912 | XLVIII  | Estocolm-Uppsala, Suècia   | 1994 |
| XIX     | Washington D.C., Estats Units                    | 1915 | IL      | Quito, Equador             | 1997 |
| XX      | Río de Janeiro, Brasil                           | 1922 | L       | Varsòvia, Polònia          | 2000 |
| XXI     | La Haia, Països Baixos · Göteborg, Suècia        | 1924 | LI      | Santiago de Xile, Xile     | 2003 |
| XXII    | Roma, Itàlia                                     | 1926 | LII     | Sevilla, Espanya           | 2006 |
| XXIII   | Nova York, Estats Units                          | 1928 | LIII    | Ciutat de Mèxic Mèxic      | 2009 |
| XXIV    | Hamburg, Alemanya                                | 1930 | LIV     | Viena, Àustria             | 2012 |
| XXV     | La Plata, Argentina                              | 1932 | LV      | San Salvador, El Salvador  | 2015 |
| XXVI    | Sevilla, Espanya                                 | 1935 |         |                            |      |
| XXVII   | Ciutat de Mèxic, Mèxic · Lima, Perú              | 1939 |         |                            |      |
| XXVIII  | París, França                                    | 1947 |         |                            |      |
| XXIX    | Nova York, Estats Units                          | 1949 |         |                            |      |
| XXX     | Cambridge, Regne Unit                            | 1952 |         |                            |      |